# Polari
Polari, ook bekend als Palari, Palare, Parlary, Parlaree en Palari, was een anti-taal die tussen de jaren 20 en jaren 60 van de twintigste eeuw werd gesproken door mensen aan de zelfkant van de maatschappij en mensen uit de lhbt-gemeenschap. De taal ontleende veel woorden aan onder meer het Cant, het Jiddisch en het Cockney rhyming slang.

## Invloeden
Polari werd beïnvloed door een groot aantal andere (anti-)talen, waaronder Jiddisch en Italiaans.

### Cant
Cant was in de 16e, 17e en 18e eeuw een verbale geheimtaal die gebruikt werd door criminelen. Sommige onderzoekers wijzen Cant een nog ouder beginpunt toe, bijvoorbeeld de 11e eeuw. Cant heeft sterke invloeden van een oudere Elizabethaanse taal, de Pelting slang. Ook de Molly slang en Cant hadden raakpunten. Molly was een 18e-eeuwse verwijzing naar homoseksuelen. Omdat homoseksualiteit in deze periode nog strafbaar was, ligt het voor de hand dat Cant deze slang inspireerde. Doordat Cant bedoeld was om illegale zaken in te bespreken, hebben veel woorden iets met criminaliteit te maken. Paul Baker, die onderzoek deed naar het ontstaan van Polari, vermoedt dat Cant niet veel invloed had op het Polari. Baker vermoedt ook dat Cant in de jaren 1950 weer meer invloed had door de Sisters of Perpetual Indulgence, een groep lhbt'ers die nonnen persifleren. De zusters in Manchester vertaalden zelfs de Bijbel naar Polari. In deze Bijbel werd veel gebruikgemaakt van Cant, wellicht om woorden te vinden die in Polari niet bestonden.

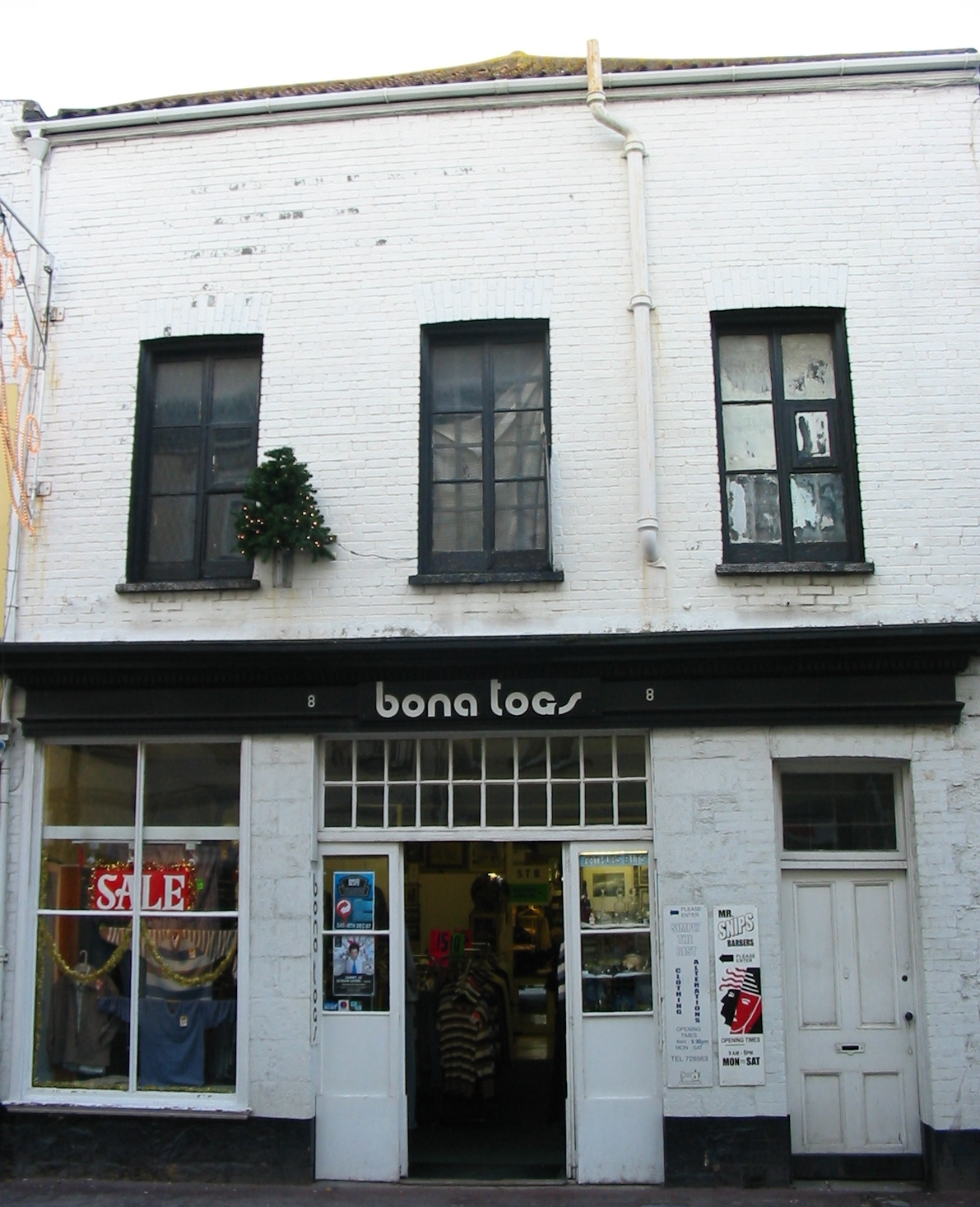
Kledingzaak op Jersey, met de Polari naam 'Bona Togs', wat zoveel betekent als 'Goede Kleding'.

### Palyaree
Parlyaree was een taal die ontstond in de 18e en 19e eeuw en gebruikt werd door acteurs, een andere groep die zich in deze periode ook in de marges van de samenleving bewoog. Hoewel Alkarim Jivani in zijn onderzoek naar homoseksualiteit in de 20e eeuw binnen Groot-Brittannië het als de eerste beginselen van Polari beschrijft, ziet Polari-onderzoeker Paul Baker Parlyaree juist als een brug tussen Cant en Polari en een afzonderlijke voorloper van de taal.

### Verdere invloeden
Polari ontleende niet alleen woorden aan het Parlyaree en Cant, maar ook aan het Jiddisch en het Italiaans. Ook Cockney rhyming slang inspireerde de taal. In deze slang wordt een term vervangen door het eerste woord van een woordgroep die rijmt op die tem. Zo rijmt wife op de woordgroep trouble and strive en werd het dus vervangen door trouble. Op een buitenstaander kan dit een willekeurige indruk maken. De rhyming slang werd gecombineerd met andere taalkundige trucs, zoals het omdraaien van woorden. Daarnaast werden sommige woorden, soms ook nadat ze al waren omgedraaid, ingekort.

## Neergang

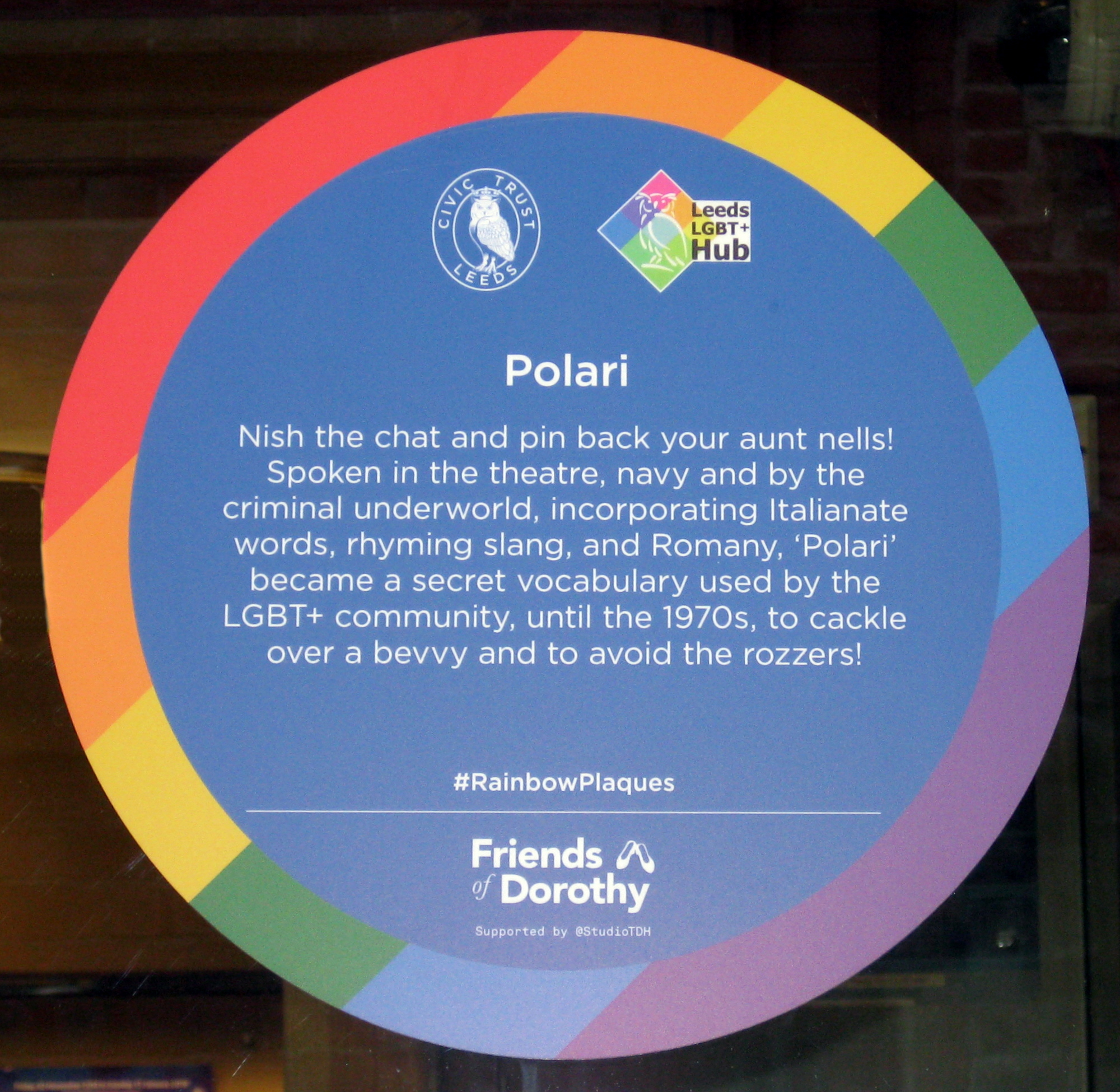
Regenbooggedenkplaat voor Polari

Polari was vooral tussen 1920 en 1967 in gebruik als taal, hoewel het beginpunt ook vroeger kan liggen. Uitgaande van de redenering van Jivani, namelijk dat het Palyaree een vroegere versie van het Polari was, ligt het beginpunt namelijk al in de 19e eeuw.
Vanaf 1967 is er een neergang te zien van Polari. Dit werd deels veroorzaakt door het gebrek aan noodzaak. In 1967 werd homoseksualiteit in Engeland gedecriminaliseerd. Hoewel er nog wel een sociaal stigma aan homoseksualiteit kleefde, hoefden lhbt'ers niet meer te vrezen voor een gevangenisstraf.
Wel werden meer mensen blootgesteld aan Polari. Around the Horne was een radioprogramma dat op zijn hoogtepunt door 20 miljoen luisteraars werd beluisterd. Het radioprogramma gebruikte Polari om grove grappen te maken die anders niet langs de censuur gekomen waren. Kenneth Williams, een van de insprekers van Around the Horne, bevond zich ook in groepen die Polari spraken en hielp de taal te verspreiden in verschillende projecten waar hij in de jaren 1950 en jaren 1960 onderdeel van uitmaakte.

## Sprekers
Paul Baker becijfert in zijn boek Fabulosa! dat er waarschijnlijk niet veel sprekers van het Polari waren. Hij schat in dat er maximaal een paar tienduizenden sprekers waren. Desondanks zullen er door onder meer Around the Horne een groot aantal mensen zijn die een paar woorden in Polari kenden. Baker schat in dat het merendeel van de sprekers behoorde tot de lhbt-groep. Het grootste deel van de sprekers zal een (mannelijke) homoseksueel zijn geweest. Er zijn weinig aanwijzingen dat vrouwen ook Polari spraken. Polari erkent het bestaan van transgender mensen (door het gebruik van de term remould) en biseksuelen (door de termen acdc, bibi en versatile).
Er waren bepaalde plekken waar Polari - wellicht ook door een grotere groep homoseksuele mannen in deze setting - veel werd gesproken. Zo was de taal populair onder acteurs en onder personeel van cruiseschepen.
Een aantal bekende sprekers en onderzoekers van Parlyaree en Polari zijn:
- George Leybourne (19e-eeuwse zanger en songwriter wiens liedjes Parlyaree bevatten)
- Eric Partridge (taalkundige die in de jaren '70 schreef over Parlyaree en Polari)
- Kenneth Williams (zie het onderdeel 'Teloorgang')
- Lee Sutton (dragqueen die in optredens vaak Polari gebruikte)
- Hugh Paddick (Kenneth Williams' eveneens homoseksuele tegenspeler in Around the Horne)
- Bette Bourne (acteur die privé ook Polari sprak)
- Peter Burton (journalist die Polari sprak en hier ook enkele artikelen over schreef)
- Paul O'Grady (dragqueen bekend als Lily Savage, schreef in Lily Savage A sort of A to Z Thing over Polari)
- De Sisters of Perpetual Indulgence[10][11]

Sommige termen in Polari zijn beledigend voor de groepen waar ze naar verwijzen. Het al eerder genoemde remould wordt waarschijnlijk niet door alle transgenders gewaardeerd, maar ook minge en beef curtains, verwijzingen naar vrouwelijke geslachtsdelen, en schvartze (man met een donkere huidskleur) en schinwhars (Chinees) kunnen als behoorlijk beledigend worden ervaren.